# Heqing (köpinghuvudort i Kina, Hainan Sheng, lat 19,53, long 109,63)
Heqing är en köpinghuvudort i Kina. Den ligger i provinsen Hainan, i den södra delen av landet, omkring 94 kilometer sydväst om provinshuvudstaden Haikou. Antalet invånare är 20 729. Befolkningen består av 9 519 kvinnor och 11 210 män. Barn under 15 år utgör 23,0 %, vuxna 15-64 år 68 %, och äldre över 65 år 8,0 %.
Runt Heqing är det ganska tätbefolkat, med 239 invånare per kvadratkilometer. Närmaste större samhälle är Nanfeng, 15,7 km sydväst om Heqing. I omgivningarna runt Heqing växer huvudsakligen savannskog.
Genomsnittlig årsnederbörd är 2 654 millimeter. Den regnigaste månaden är juli, med i genomsnitt 428 mm nederbörd, och den torraste är januari, med 21 mm nederbörd.